# 中村鮎葉
中村 鮎葉（なかむら あゆは）は、日本のゲームプレイヤー。元Twitch Interactive Inc. 所属、現配信技研取締役。 東京都出身。東京大学工学部電子情報工学科卒。

## 概要
Amazon.com が提供するライブストリーミング配信プラットフォーム Twitch の日本第一号社員。2015年に入社以来、日本での普及に貢献して来た。ゲーマーの活動名はカタカナ表記で「アユハ」。元は「大乱闘スマッシュブラザーズ」シリーズのプレイヤーとして活動し、その経由でTwitchへ採用された 。
『ウメブラ』を運営する一般社団法人「令和トーナメント」理事。

## 出演

### 登壇
- ゲームライターコミュニティ #17 「いまさら聞けないゲーム実況配信」（2017年8月）[5]
- デジタルメディア協会 「世界を席巻するe-Sports ～取り残された日本の挑戦～」[6]（2017年9月）
- Interop Tokyo 2018 基調講演『Esports 圧倒的生態系』（2018年6月）[7]
- FRIDAY デジタル『月に5500万稼ぐ人も!ゲーマーを支える「配信ビジネス」のいま』

### インタビュー
- ゲーマー第一を貫く“世界最大の生放送サイト”Twitch　日本展開を担う4人に聞く[8]（2015年12月）
- 【TGS2016】5年後には日本企業だと誤解されるまでになりたいーー世界最大のゲーム実況配信PF「Twitch」幹部に訊いた　VRゲームと実況の親和性にも言及[9]（2016年9月）